# حفيد

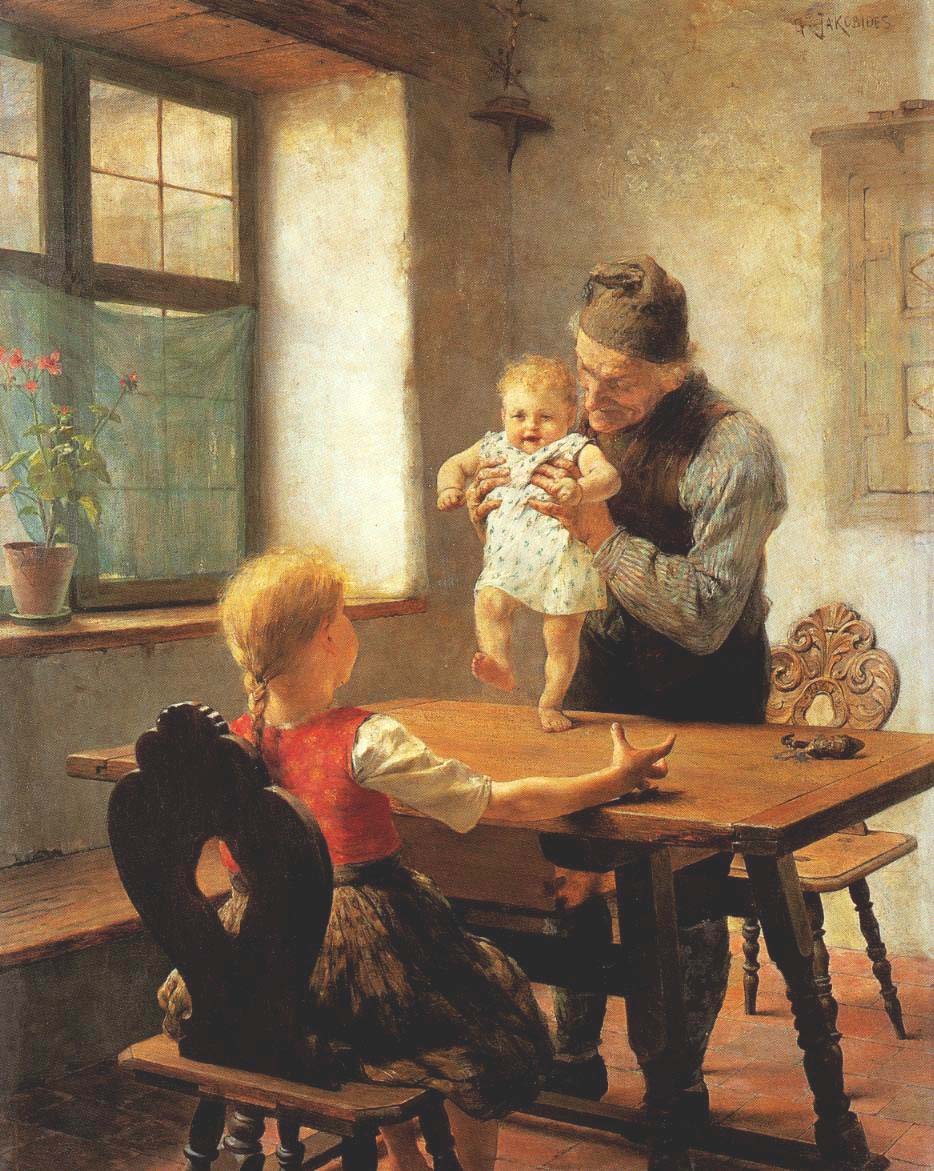
لوحة حفيدين مع جدهما

الحفيد: هو أحد أولاد الابن أو الابنة لشخص ما.
وتٌستخدم كلمة سِـبْـط للمعنى نفسه، ولكن تغلب على ولد البنت مقابل الحفيد، وجمعها أسباط.
ويٌقال للمذكر حفيد، وللمؤنث حفيدة، وجمعها أحفاد وحَفَدة كما ذُكرت في القرآن الكريم ﴿وَجَعَلَ لَكُمْ مِنْ أَزْوَاجِكُمْ بَنِينَ وَحَفَدَةً﴾ [النحل:72].

## أشهر الأحفاد أو الأسباط
- أشهر أحفاد العرب: الحسن والحسين ابنا عليّ وأحفاد النبي محمد  من ابنته فاطمة الزهراء.[2]
- والأسباط اصطلاحًا هم أحفاد النبي إسحاق من ابنه يعقوب عليهما السلام. وعددهم اثنا عشر وهم أولاد النبي يعقوب والملقب بإسرائيل لذلك اسمهم هو: بنو إسرائيل.[3] قال الله في القرآن: ((ومن قوم موسى أمّةٌ يهدون بالحق وبه يعدلون. وقطّعناهم اثنتي عشرة أسباطًا أممًا)) سورة الأعراف.[4]

## في الأدب العالمي
تكاد تجمع معظم الأعراق على دفء العَلاقة بين الأجداد وأحفادهم، وكثيرًا ما ذكرت هذه العَلاقة عبر القصص والروايات مثل قصة ليلى والذئب. وقد أطلق على مجموعات قصصية للصغار عنوان حكايات جدتي تحبيبًا للصغار بها.